# Grand Prix Formule 1 van Italië 1976
De Grand Prix Formule 1 van Italië 1976 werd gehouden op 12 september 1976 op Monza.

## Uitslag
| Positie | Nummer | Rijder                   | Team               | Ronden | Tijd/Opgave    | Startplaats | Punten |
| ------- | ------ | ------------------------ | ------------------ | ------ | -------------- | ----------- | ------ |
| 1       | 10     | Ronnie Peterson          | March-Ford         | 52     | 1:30:35.6      | 8           | 9      |
| 2       | 2      | Clay Regazzoni           | Ferrari            | 52     | + 2.3          | 9           | 6      |
| 3       | 26     | Jacques Laffite          | Ligier-Matra       | 52     | + 3.0          | 1           | 4      |
| 4       | 1      | Niki Lauda               | Ferrari            | 52     | + 19.4         | 5           | 3      |
| 5       | 3      | Jody Scheckter           | Tyrrell-Ford       | 52     | + 19.5         | 2           | 2      |
| 6       | 4      | Patrick Depailler        | Tyrrell-Ford       | 52     | + 35.7         | 4           | 1      |
| 7       | 9      | Vittorio Brambilla       | March-Ford         | 52     | + 43.9         | 16          |        |
| 8       | 16     | Tom Pryce                | Shadow-Ford        | 52     | + 52.9         | 15          |        |
| 9       | 35     | Carlos Reutemann         | Ferrari            | 52     | + 57.5         | 7           |        |
| 10      | 22     | Jacky Ickx               | Ensign-Ford        | 52     | + 1:12.4       | 10          |        |
| 11      | 28     | John Watson              | Penske-Ford        | 52     | + 1:42.2       | 27          |        |
| 12      | 19     | Alan Jones               | Surtees-Ford       | 51     | + 1 Ronde      | 18          |        |
| 13      | 6      | Gunnar Nilsson           | Lotus-Ford         | 51     | + 1 Ronde      | 12          |        |
| 14      | 18     | Brett Lunger             | Surtees-Ford       | 50     | + 2 Ronden     | 24          |        |
| 15      | 30     | Emerson Fittipaldi       | Fittipaldi-Ford    | 50     | + 2 Ronden     | 20          |        |
| 16      | 24     | Harald Ertl              | Hesketh-Ford       | 49     | Aandrijving    | 19          |        |
| 17      | 38     | Henri Pescarolo          | Surtees-Ford       | 49     | + 3 Ronden     | 22          |        |
| 18      | 37     | Alessandro Pesenti-Rossi | Tyrrell-Ford       | 49     | + 3 Ronden     | 21          |        |
| 19      | 17     | Jean-Pierre Jarier       | Shadow-Ford        | 47     | + 5 Ronden     | 17          |        |
| DNF     | 7      | Rolf Stommelen           | Brabham-Alfa Romeo | 41     | Benzinesysteem | 11          |        |
| DNF     | 34     | Hans Joachim Stuck       | March-Ford         | 23     | Ongeluk        | 6           |        |
| DNF     | 5      | Mario Andretti           | Lotus-Ford         | 23     | Ongeluk        | 14          |        |
| DNF     | 11     | James Hunt               | McLaren-Ford       | 11     | Spin           | 25          |        |
| DNF     | 40     | Larry Perkins            | Boro-Ford          | 8      | Motor          | 13          |        |
| DNF     | 8      | Carlos Pace              | Brabham-Alfa Romeo | 4      | Motor          | 3           |        |
| DNF     | 12     | Jochen Mass              | McLaren-Ford       | 2      | Ontsteking     | 26          |        |
| DNS     | 25     | Guy Edwards              | Hesketh-Ford       | 0      | Niet gestart   | 23          |        |
| DNS     | 20     | Arturo Merzario          | Wolf-Ford          | 0      | Niet gestart   | 28          |        |
| DNS     | 39     | Otto Stuppacher          | Tyrrell-Ford       | 0      | Niet gestart   | 29          |        |

## Statistieken
| Pole-position | Jacques Laffite | Ligier-Matra | 1:41.35 |
| Snelste ronde | Ronnie Peterson | March-Ford   | 1:41.3  |

## Noot
- Dit was de eerste pole position voor Jacques Laffite.
- Vijfde snelste ronde voor Ronnie Peterson en voor een Zweedse coureur.

1921 · 1922 · 1923 · 1924 · 1925 · 1926 · 1927 · 1928 · 1931 · 1932 · 1933 · 1934 · 1935 · 1936 · 1937 · 1938 · 1947 · 1948 · 1949 · 1950 · 1951 · 1952 · 1953 · 1954 · 1955 · 1956 · 1957 · 1958 · 1959 · 1960 · 1961 · 1962 · 1963 · 1964 · 1965 · 1966 · 1967 · 1968 · 1969 · 1970 · 1971 · 1972 · 1973 · 1974 · 1975 · 1976 · 1977 · 1978 · 1979 · 1980 · 1981 · 1982 · 1983 · 1984 · 1985 · 1986 · 1987 · 1988 · 1989 · 1990 · 1991 · 1992 · 1993 · 1994 · 1995 · 1996 · 1997 · 1998 · 1999 · 2000 · 2001 · 2002 · 2003 · 2004 · 2005 · 2006 · 2007 · 2008 · 2009 · 2010 · 2011 · 2012 · 2013 · 2014 · 2015 · 2016 · 2017 · 2018 · 2019 · 2020 · 2021 · 2022 · 2023 · 2024 · 2025